# Scelotes kasneri
Scelotes kasneri — вид сцинкоподібних ящірок родини сцинкових (Scincidae). Ендемік Південно-Африканської Республіки.

## Поширення і екологія
Scelotes kasneri мешкають на західному узбережжі Західнокапській провінції ПАР, від миса Колумбайн на північ до затоки Ламбертс-Бей. Вони живуть серед прибережних дюн, порослих чагарниками фінбошу, на висоті до 300 м над рівнем моря.

## Збереження
МСОП класифікує цей вид як такий, що перебуває під загрозою зникнення. Scelotes kasneri загрожує знищення природного середовища.